# Segrate
Segrate (Segrad, pronuncia [seˈɡrɑː] in dialetto milanese) è un comune italiano di 37 124 abitanti della città metropolitana di Milano in Lombardia.

## Geografia fisica

### Territorio
Il comune di Segrate confina con i comuni di Milano ( da cui dista 9 km circa dal duomo), Vimodrone, Pioltello e Peschiera Borromeo. Sul territorio comunale è presente l'idroscalo, un piccolo lago artificiale costruito nel 1930 lungo 2,5 km, largo fino a 450 m e con un totale di 150000 m³ di acqua.

### Clima
Il clima segue quello dell'alta Pianura Padana occidentale con inverni freddi, diversi giorni di nebbia, alcune nevicate e lunghi periodi anticiclonici mentre le estati sono calde, afose e poco ventilate con alcuni giorni temporaleschi. La ventilazione comunque è scarsa tutto l'anno proprio perché la Pianura Padana, a causa della sua configurazione orlata da montagne molto alte, inibisce la ventilazione favorendo l'aumento degli inquinanti. La primavera vede l'aumento dei temporali mentre in autunno si registra un aumento dei giorni di nebbia.
Nel quartiere di Rovagnasco è presente dai primi anni 2000 una stazione meteorologica per lo studio del microclima di Segrate, installata secondo le norme previste dall'Organizzazione Mondiale di Meteorologia, appartenente alla rete dell'Associazione del Centro Meteorologico Lombardo (Centro per la ricerca e lo studio dei microclimi della Lombardia). I dati meteorologici di Segrate sono visualizzabili in tempo reale anche nella cartina realtime della Lombardia. Nei pressi del territorio comunale vi è inoltre la stazione meteorologica di Milano Linate.

## Storia
Il più antico documento riguardante la moderna Segrate che è stato rintracciato risale all'anno 830, ed è contenuto nel Codex Diplomaticus Longobardiae, una raccolta di atti pubblici e privati. L'oggetto del documento, redatto nel Monastero di Sant'Ambrogio, è uno scambio di terreni situati a Cologno. Tra i vari soggetti che partecipano all'operazione giuridica è citato un certo Giovanni di Rovagnasco, che può essere considerato il più antico abitante di Segrate di cui si ha sicura memoria. Il fatto che le prime documentazioni risalgano soltanto al secolo IX non ci impedisce di fare alcune considerazioni e ipotesi sulla storia di Segrate del periodo precedente.
A questo fine un grosso contributo viene dato dalla toponomastica, una disciplina che studia, nella loro origine etimologica, i nomi dei luoghi. Lo studio del toponimo Segrate mette subito in evidenza un'analogia con molti altri nomi di città situate in Lombardia, tutti terminanti in -ate. Questa desinenza è stata infatti aggiunta, a seconda dei casi, ai nomi dei proprietari delle terre della zona, oppure al nome di un fiume o di un tipo di coltura particolarmente frequente nel territorio. Ecco quindi che, per esempio, il toponimo Linate deriva dalla coltivazione del lino, Lambrate dal fiume Lambro, ecc.
Per quanto riguarda l'origine del nome Segrate sono state fatte diverse ipotesi. Alcune collegano il toponimo Segrate al nome proprio latino di un presente proprietario di terreni della zona, un certo Scurus. Altri lo fanno discendere sempre dal termine securus, inteso però come nome comune che significa luogo tranquillo e sicuro. L'ipotesi più accreditata propone che la desinenza -ate sarebbe stata aggiunta alla parola segalis o al verbo secare. Di conseguenza il toponimo Segrate si riferirebbe o alla coltivazione della segale oppure al taglio del fieno.
Gli studiosi di toponomastica che si sono interessati di Segrate sono giunti anche a un'altra conclusione. L'analisi del nome ha fatto loro affermare che, con ogni probabilità, è un centro sorto dopo la conquista romana della Gallia Cisalpina (224-222 e 201-191 a.C.). La Gallia Cisalpina fu interamente romanizzata per mezzo delle colonie dopo il 191 a.C., ed è quindi a partire da questa data che possiamo individuare le origini di Segrate.
Il toponimo di Novegro deriva probabilmente da novetulum o noveto, parole che si riferiscono al raccolto del fieno (è quindi possibile individuare un'analogia con la probabile origine del nome di Segrate). Per Tregarezzo gli studiosi colgono una derivazione dalla parola trewna, che significa luogo tranquillo e punto di sosta. Per Redecesio le interpretazioni sono due: alcuni ritengono che il nome sia frutto dell'unione dei due termini re (rivo) + de scés (di siepe), oppure red (rete) + scés (siepe); per altri invece il toponimo si riferirebbe allo scricciolo, una specie di uccello un tempo molto diffuso nel milanese, chiamato in dialetto re de scés (re di siepi).
Rovagnasco è invece una derivazione dal nome gentilizio Rubenius. La denominazione assunta dal quartiere residenziale di San Felice trae origine dal fatto che in corrispondenza ad esso sorgevano un tempo una chiesetta e una cascina intitolata a questo santo. Evidente, infine, l'origine del quartiere delle Lavanderie (quartiere) sorto negli anni trenta, per iniziativa della cooperativa lavandai di Milano, in una zona scelta per la particolare purezza delle acque.
Nel 1869, dopo un'iniziale ipotesi di unione con Pioltello, si decise di annettere a Segrate i soppressi comuni di Novegro e Rovagnasco, che divennero a tutti gli effetti frazioni municipali a far data dal 1º gennaio 1870.
Vicino a un traliccio dell'alta tensione situato nei pressi della Cascina Gabbadera raggiungibile dalla Cassanese e a est dell'area sulla quale è poi sorta la biblioteca di via degli Alpini, il 14 marzo 1972 venne ritrovato il corpo dell'editore Giangiacomo Feltrinelli, dilaniato da un'esplosione. La sua morte avvenne in circostanze misteriose.
Dal 2015 fa parte della Zona omogenea Adda Martesana della città metropolitana di Milano.

### Simboli

Il gonfalone di Segrate

Lo stemma e il gonfalone sono stati concessi con decreto del Presidente della Repubblica dell'11 ottobre 1965.
(D.P.R. 11 ottobre 1965)
Il colore azzurro del campo e l'ala d'aquila al centro dello stemma rappresentano l'aeroporto "Forlanini" di Linate, l'elemento più caratteristico del territorio comunale. Il bisante, ossia la moneta, e l'ape alludono alla prosperità economica e alla laboriosità della sua popolazione. Il corso d'acqua nella punta dello scudo fa riferimento alla zona dell'Idroscalo, che fa parte del suo territorio.
Il gonfalone e la bandiera sono costituiti da un drappo partito d'oro e d'azzurro, caricato dello stemma comunale. Il gonfalone presenta ornamenti floreali argentati.
In seguito alla concessione del titolo di città, nel 1989 i simboli comunali vennero aggiornati con i relativi ornamenti esterni.

## Monumenti e luoghi d'interesse
L'ex municipio di Segrate in via XXV Aprile, di Guido Canella e Michele Achilli (1963), è un'opera d'architettura importante nell'ambito del Razionalismo italiano in quanto anticipa, nella rotondità quasi "romana" e monumentale dei suoi volumi, la nuova forma di espressione postmoderna. La piazza antistante, con la fontana monumentale, è opera di Aldo Rossi (1965).
Un'altra significativa opera architettonica è la sede di Mondadori, dell'architetto brasiliano Oscar Niemeyer (1975), già creatore della capitale sudamericana Brasilia. Il complesso, circondato da un grande lago, è formato da tre elementi: un grande parallelepipedo con le caratteristiche arcate e due corpi più bassi e sinuosi che sembrano fuoriuscire dal corpo centrale.
Contigua al territorio urbano di Segrate, ma su terreno del comune di Milano, si trovano la Moschea e il Centro Culturale dell'UCOII, generalmente chiamati Moschea di Segrate.
Nel 2018 il Comune ha intitolato una strada ad Enzo Jannacci, nella frazione Novegro.
La chiesa di Santo Stefano (Segrate) è sede di una parrocchia pluricentenaria a capo di una pieve che dominava sulle località circostanti.

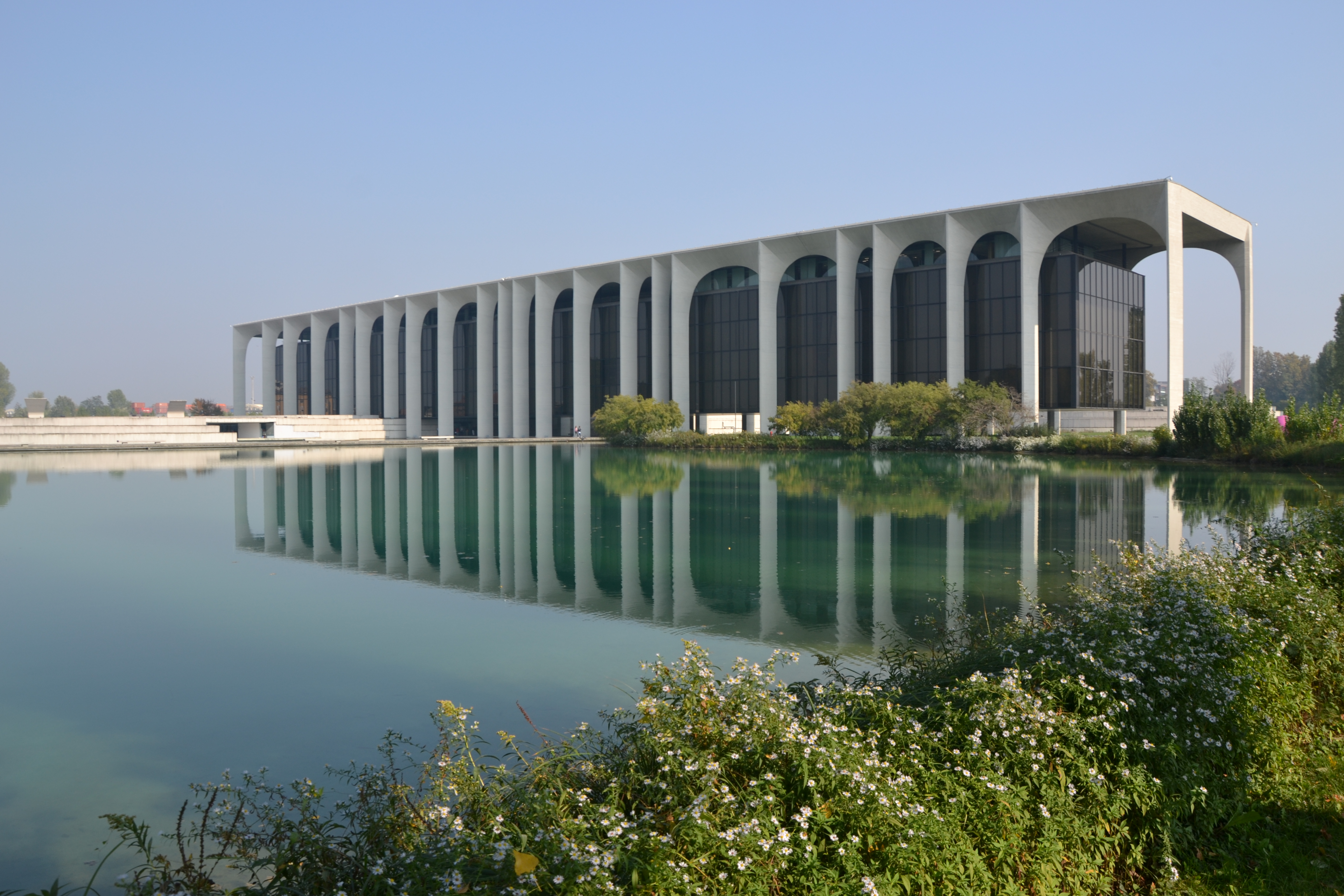
Sede di Mondadori
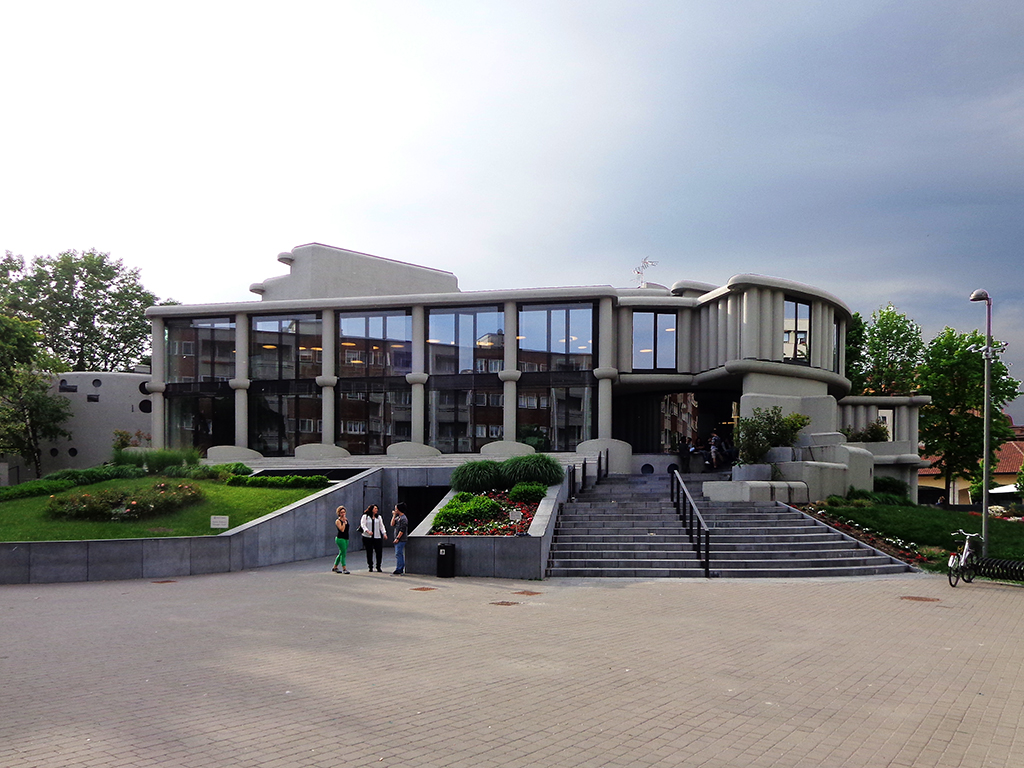
Centro civico
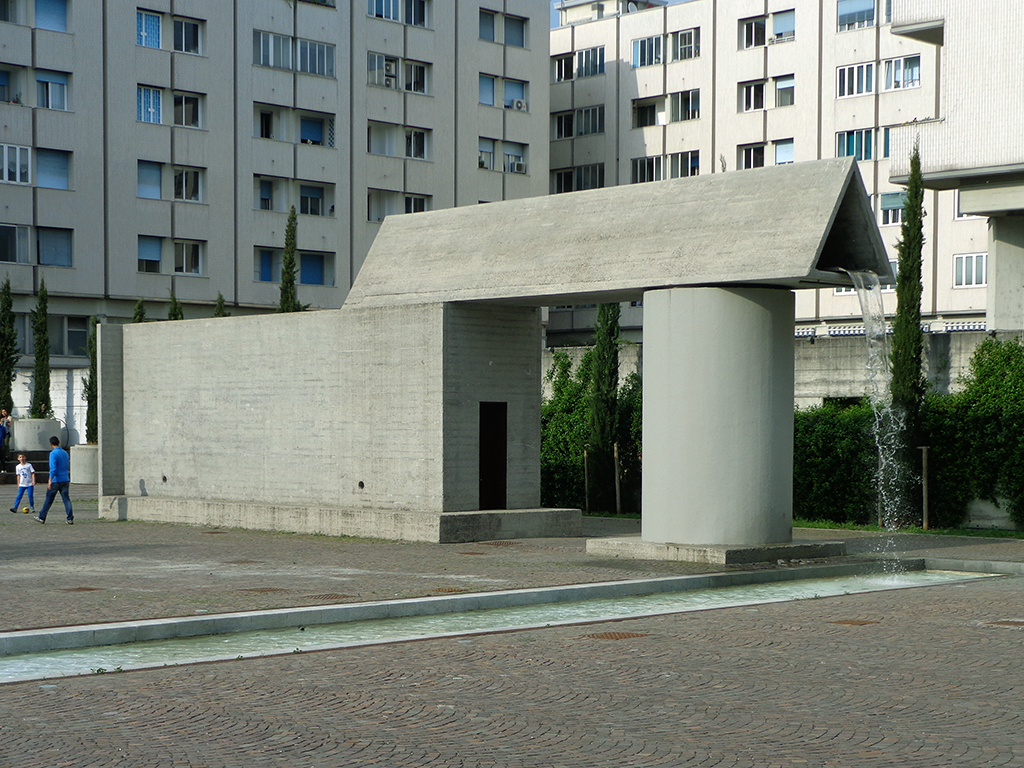
Fontana monumentale
Via Enzo Jannacci a Novegro

## Società

### Evoluzione demografica
- 230 nel 1751
- 300 nel 1805
- 942 nel 1809 dopo l'annessione di Novegro, Rovagnasco e Tregarezzo
- annessione a Vimodrone nel 1811
- 547 nel 1853
- 579 nel 1861
- 1 917 nel 1871 dopo l'annessione di Novegro, Rovagnasco e Tregarezzo del 1869
- Negli ultimi cinquanta anni, a partire dal 1971, la popolazione residente è raddoppiata.

Abitanti censiti

### Etnie e minoranze straniere
Secondo le statistiche ISTAT al 1º gennaio 2025 la popolazione straniera residente nel comune metropolitano era di 4150 persone, pari all'11,59% della popolazione. Le nazionalità maggiormente rappresentate in base alla loro percentuale sul totale della popolazione residente al 2024 erano:
- Filippine 728
- Romania 428
- Perù 287
- Ecuador 255
- Cina 234
- Sri Lanka 202
- Ucraina 194
- Albania 150
- Egitto 146
- Bulgaria 109
- El Salvador 89
- Corea del Sud 81
- Marocco 77
- Moldavia 69
- Iran 69

## Cultura

### Istruzione

#### Biblioteche
Sul territorio di Segrate è presente la Biblioteca Comunale, facente parte del sistema bibliotecario CUBI, strutturata con una sede centrale in Segrate centro, e alcune sedi decentrate, situate nei quartieri di Milano Due, Redecesio, San Felice, Novegro, Rovagnasco. I servizi offerti includono la consultazione e il prestito di libri, quotidiani, periodici, DVD, cd musicali, cd-rom e risorse digitali. È possibile navigare in internet da postazioni multimediali fisse oppure attraverso la rete wireless gratuita e accedere alla biblioteca digitale per consultare on-line quotidiani italiani e stranieri, banche dati professionali, risorse audio e video, e-book.

#### Scuole
Sul territorio di Segrate sono presenti le seguenti istituzioni scolastiche:
- 6 Scuole primarie statali
- 5 Scuole secondarie di primo grado statali
- 1 polo dell'Università Statale di Milano che ha sede in via Fratelli Cervi

Da settembre 2002 a settembre 2014 Segrate ha ospitato sul proprio territorio il Liceo Classico e di Ricerca San Raffaele, trasferitosi nel settembre 2014 nel comune di Milano, nel contesto dell'Università Vita e Salute e dell'Ospedale San Raffaele, dove aveva già avuto sede dal 1987 al 2002.

## Geografia antropica

### Quartieri
I quartieri di Segrate sono: Segrate Centro, Rovagnasco, Milano Due, Redecesio, Lavanderie, Villaggio Ambrosiano, Mulini, Santa Monica, Novegro, Tregarezzo e San Felice.
- Villaggio Ambrosiano, a nord della strada provinciale Cassanese, deve il suo nome alla presenza di una statua di sant'Ambrogio in via San Carlo. È un quartiere residenziale, con parco ed edilizia di tipo prevalentemente privato. La sua parrocchia è Sant'Ambrogio ad Fontes. Sulla facciata di molte abitazioni del villaggio è presente una piccola icona di sant'Ambrogio. In via Papa Giovanni XXIII vi sono inoltre sia la nuova sia la vecchia stazione dei Carabinieri di Segrate.
- Mulini, aggregazione di abitazioni del Villaggio Ambrosiano, precisamente all'estremo nord est del territorio comunale; sorto nel 1992, è costituito in prevalenza da villette a schiera. Al suo interno si trova la residenza per anziani "San Rocco".
- Rovagnasco, situato a ovest del Villaggio Ambrosiano è un denso quartiere residenziale; vi si trova anche la ristrutturata Cascina Commenda, in cui è situato un teatro.
- Segrate Centro, situato a sud della Cassanese, dal lato opposto rispetto a quello del Villaggio e di Rovagnasco, è il nucleo più antico di Segrate, dal momento che è documentata la presenza di un centro abitato, probabilmente da monaci, nella zona della chiesa di Santo Stefano già dal 600 d.C. Vi è la sede sia del municipio nuovo, sia di quello vecchio, oltre a quella della Polizia Locale. Segrate Centro è conosciuto da molti come il quartiere del "tempietto", ovvero una costruzione con le forme di un piccolo tempio greco e dei pannelli su cui esporre manifesti e locandine; questa costruzione ha però destato delle polemiche a causa della sua dubbia utilità e pertinenza con l'architettura circostante, e nel 2010 è stata infine rimossa dall'amministrazione comunale. A partire dal 2006 molte zone di Segrate centro sono state oggetto di un vero e proprio restyling per incrementare le aree verdi e l'agibilità delle strade da parte dei pedoni. Nel corso del 2013 è stata completata la sistemazione dell'area retrostante il vecchio municipio e creata quindi la piazza San Francesco. In via Roma si trova quello che è ritenuto il più vecchio edificio della città, un mulino del Trecento, purtroppo al centro di un progetto di abbattimento e costruzione di una palazzina residenziale.
- Redecesio, situato a ovest di Segrate Centro e a sud di Lavanderie, è un quartiere quasi totalmente residenziale e vi si trova un complesso scolastico, oltre a un laghetto e la chiesa della Madonna del Rosario. Attraverso la grande via Rubattino è collegato direttamente con Milano. A Redecesio si trova anche la struttura (dismessa nel 2000) nella quale il centro di ricerca CISE sviluppò negli anni sessanta il primo reattore nucleare italiano funzionante a uranio non arricchito.
- Lavanderie, situato a sud di Milano Due e a nord di Redecesio, lungo la Cassanese, è un quartiere molto piccolo e solo residenziale; da segnalare la presenza della Cascina Ovi, una delle più caratteristiche fra le cascine rimaste ancora integre. Era un antico monastero del XVI secolo (una parte sembra risalire al XIII) appartenuto ai padri Umiliati che iniziarono a lavorare la terra e introdussero il sistema delle marcite. All'esterno della cascina esiste tuttora un'antica cappella che si ritiene facesse parte del cimitero del convento: la Chiesetta del S. Crocifisso. La cascina è divenuta sede di diverse aziende, un ristorante e del "Centro Civico Cascina Ovi" (biblioteca, museo di Segrate, emeroteca con sala lettura, aula studenti e sala conferenze).
- Novegro è il quartiere più a sud di Segrate, confinante con Peschiera Borromeo e si sviluppa principalmente lungo la strada provinciale Rivoltana. A Novegro vi è la Fiera di Novegro e il "Luna park Novegro".
- Tregarezzo è separato da Segrate dalla ferrovia, conta poche centinaia di abitanti ed è il quartiere più piccolo di Segrate. A Tregarezzo vi è l'idroscalo e confina con San Felice, Peschiera Borromeo e Segrate stessa.
- Milano Due, situato a nord di Lavanderie, è centro residenziale e fu costruito negli anni settanta del secolo scorso dalla Edilnord, società di Silvio Berlusconi. Il quartiere ospita un centro direzionale, sede delle maggiori aziende del Gruppo Fininvest fino all'inizio degli anni 2000. Fino al 2016 era presente, nel Palazzo dei Cigni, un centro di produzione TV di Mediaset.
- San Felice è un quartiere situato a est dell'idroscalo, al confine con i comuni di Pioltello e Peschiera Borromeo.
- Santa Monica è una località residenziale che avrebbe dovuto fungere da vero e proprio quartiere, però le scarse risorse economiche non lo hanno consentito; lo sviluppo edilizio è quindi consistito semplicemente in quattro condomini e un parco giochi dotato di area cani.

### Altre località
Le altre località segratesi sono Milano Oltre, Zona Industriale Marconi e Linate Aeroporto.
A Milano Oltre si trovano il cimitero cittadino con la seicentesca chiesa di San Rocco, la tensostruttura Palasegrate, il Parco Europa e gli uffici del Centro Direzionale segratese, incentrato sul terziario avanzato, opera dell'architetto Claudio Dini.
La zona Marconi è una località industriale al confine col quartiere Rovagnasco, separati dal parco Alhambra. Questa località prende il nome dalla sua via principale dedicata al partigiano Guglielmo Marconi.

## Infrastrutture e trasporti
L'idroscalo di Milano si trova in parte nel territorio comunale di Segrate (e in parte sotto Peschiera Borromeo); è un lago artificiale, originariamente pensato come aeroporto per idrovolanti e poi convertito alla pratica degli sport acquatici, dove sono state ospitate rassegne di livello internazionale.
L'Aeroporto di Milano-Linate è il sesto aeroporto italiano per numero di passeggeri (2018); è suddiviso fra i comuni di Milano, Segrate e Peschiera Borromeo.
L'Ospedale San Raffaele sorge in parte sul territorio di Segrate, in parte su quello di Milano.
Il Parco Esposizioni di Novegro si trova interamente nel territorio di Segrate, presso l'omonima frazione.
Molte grandi aziende hanno scelto Segrate per la sua posizione strategica; tra queste Mediaset, IBM, Symantec, Arnoldo Mondadori Editore, TeleTu, 3M e Lexmark.

### Strade
Il territorio di Segrate è compreso tra le due strade ex statali 11 Padana Superiore (a nord, situata tra Milano e Vimodrone) e 415 Paullese (a sud, situata tra Peschiera Borromeo e Mediglia) ed è attraversato in direzione est-ovest dal tracciato della SP 103 Cassanese e della SP 14 Rivoltana, nonché in direzione nord-sud dalla Strada provinciale 160 Mirazzano-Vimodrone.

### Ciclabili
Segrate ha una rete di ciclabili, collegato col centro di Milano lungo via Caduti di Marcinelle, passando la stazione ferroviaria di Milano Lambrate.

### Ferrovie
La stazione di Segrate (in realtà tecnicamente una fermata, in quanto trattasi di struttura priva di scambi nelle rotaie) è stata inaugurata nel maggio 2003 nell'ambito dei lavori di quadruplicamento della tratta Milano-Treviglio della ferrovia Milano-Venezia.
La fermata è servita dalle linee S5 e S6 del servizio ferroviario suburbano di Milano.

### Trasporti pubblici
Il comune di Segrate è servito dalle autolinee:
- 39 Milano Piazzale Loreto – Via Pitteri – Segrate (Redecesio) Gestore ATM
- 55/ Milano Piazzale Loreto – Cimitero Lambrate – Segrate (Lavanderie) Gestore ATM
- 923 Ospedale San Raffaele – Stazione FS – Segrate (San Felice) - Aeroporto Linate Gestore ATM
- 924 Milano (Lambrate FS M2) - Segrate (Piazza Sant'Ambrogio) - Cascina Burrona M2 Gestore ATM
- 925 Milano (Cascina Gobba M2) - Milano Due Gestore ATM
- 928 Milano (Cascina Gobba M2) - Segrate (Redecesio) Gestore ATM
- 965 Milano Piazza Aspromonte – Segrate – Pioltello Gestore STAR Lodi
- 973 Milano (Piazza Cinque Giornate) - Peschiera Borromeo (San Felicino) Gestore ATM
- Z402 Cernusco sul Naviglio (M2) – Pioltello – San Felice Gestore Milano SudEst trasporti

Dall'ospedale San Raffaele parte un collegamento con la M2 fino alla fermata di Cascina Gobba.

## Amministrazione
| Periodo         | Periodo         | Primo cittadino      | Partito            | Carica      | Note   |
| --------------- | --------------- | -------------------- | ------------------ | ----------- | ------ |
| 6 dicembre 1993 | 19 gennaio 1996 | Ugo Ligarotti        | Lega Nord          | Sindaco     | [ 30 ] |
| 19 gennaio 1996 | 24 giugno 1996  | Enrico De Bonflis    |                    | Commissario |        |
| 24 giugno 1996  | 5 aprile 2005   | Bruno Colle          | FI                 | Sindaco     |        |
| 5 aprile 2005   | 15 giugno 2015  | Adriano Alessandrini | FI/PdL             | Sindaco     |        |
| 15 giugno 2015  | in carica       | Paolo Micheli        | PD e liste civiche | Sindaco     |        |

## Sport
La città di Segrate è caratterizzata da un considerevole numero di società sportive di diverso tipo quali calcio, rugby, pallavolo, pallacanestro, nuoto, pallanuoto, canoa/kayak, canottaggio e judo. 
Alcune società hanno raggiunto una certa notorietà grazie alle loro prestazioni sportive. Tra le tante i maggiori successi sono stati conseguiti da Volley Segrate 1978, dall'Idroscalo Club e dall'As Rugby Milano. A titolo d'esempio, nella stagione 2011/2012 il Volley Segrate 1978 ha partecipato al campionato maschile di pallavolo A2 classificandosi sesto e giungendo alle semifinali dei playoff. 
Segrate è giunta a contare tre società di calcio nel suo territorio, ovvero l'Accademia Segrate, l'A.C. Segrate e la Fulgor; dalla stagione 2009/2010 Accademia Segrate e A.C. Segrate si sono fuse in un'unica squadra chiamata Città di Segrate. Nel 2011 è stata fondata la US Redecesio, con sede presso l'omonima parrocchia, che dal 2016 è divenuta USR Segrate. Nessuno di questi club si è mai spinto oltre il dilettantismo.
L'Idroscalo Club è invece tra le società di canottaggio, canoa e kayak più importanti d'Italia, avendo tra l'altro ottenuto il primo posto nella classifica nazionale FICK 2006 per risultati. 
In ambito cestistico esiste la Gamma basket Segrate, anch'essa dilettantistica. 
Per quanto riguarda il judo, la società A.S.D. Judo Club Segrate si è aggiudicata dal 2001 al 2007 per sette anni consecutivi il titolo di società campione di Lombardia in base ai punti guadagnati nel ranking regionale dai suoi atleti nelle competizioni.